# Biblioteca nazionale tedesca

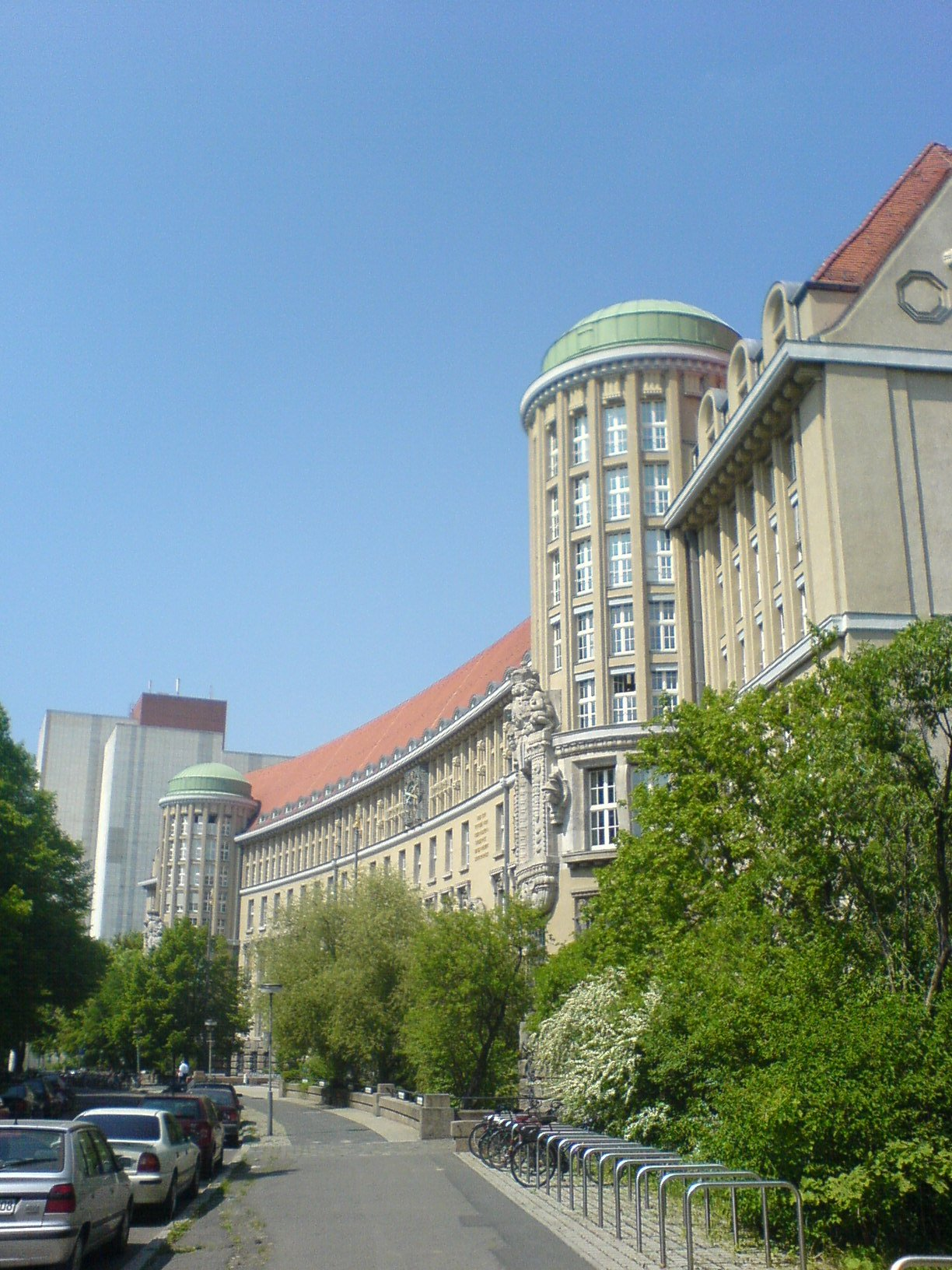
La sezione di Lipsia della biblioteca (ex Deutsche Bücherei Leipzig)

La Biblioteca nazionale tedesca, in lingua tedesca Deutsche Nationalbibliothek (abbreviato in DNB), è la biblioteca nazionale e l'archivio generale della Repubblica Federale di Germania.

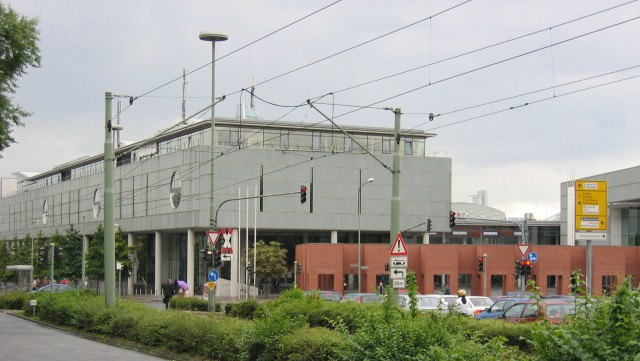
La sezione di Francoforte (ex Deutsche Bibliothek Frankfurt a.M.)

È la biblioteca più importante della Germania ed è stata istituita all'indomani della riunificazione del paese del 1990 accorpando in un'unica istituzione 3 diversi istituti: la Deutsche Bücherei Leipzig (la biblioteca nazionale di Lipsia, fondata nel 1912 con il nome di Deutsche Bibliothek, biblioteca tedesca), la Deutsche Bibliothek Frankfurt (la biblioteca nazionale di Francoforte, fondata nel 1947) e il Deutsches Musikarchiv Berlin (Archivio musicale tedesco di Berlino).
L'obiettivo della biblioteca è quello di catalogare, raccogliere e proteggere il patrimonio letterario in lingua tedesca a partire dal 1913, archiviandolo permanentemente e mettendolo a disposizione dell'utenza. Gli obiettivi perseguiti sono portati avanti dalle sedi di Lipsia e di Francoforte, ciascuna in relazione alle proprie aree specifiche. L'archivio musicale tedesco (Deutsches Musikarchiv), fondato nel 1970 a Berlino per sostituire la Deutsche Musik-Phonothek (fonoteca musicale tedesca, 1961–1969) ed incorporato nella sede di Lipsia nel 2010, custodisce sia materiale musicale cartaceo sia registrazioni e costituisce il centro d'informazione bibliografico-musicale della Germania.
La Deutsche Nationalbibliothek redige la bibliografia nazionale tedesca ed incrementa alcune collezioni particolari, come l'archivio degli emigrati ed esiliati tedeschi nel periodo 1933-1945 (Deutsches Exilarchiv 1933–1945), la biblioteca dedicata ad Anna Frank ed alla Shoah (Anne-Frank-Shoah-Bibliothek), il museo delle pubblicazioni tedesche (Deutsches Buch- und Schriftmuseum).
La Deutsche Nationalbibliothek inoltre mantiene relazioni esterne di collaborazione a livello nazionale ed internazionale, ad esempio per gli standard bibliografici, collaborando allo sviluppo dei metadati in campo biblioteconomico e partecipando attivamente al controllo di autorità (Normdateien) per i dati bibliografici. Nell'aprile 2012 ha introdotto il sistema Gemeinsame Normdatei (GND).
A partire dal 1913 tutte le pubblicazioni in lingua tedesca, su qualsiasi supporto, vengono acquisite sulla base del deposito legale, conservate e messe a disposizione per la sola consultazione in sede. L'accesso è riservato ai maggiorenni muniti di una tessera della biblioteca, previo pagamento di una tassa anche per l'utilizzo delle sale di lettura. Inoltre esiste una limitazione al numero di opere consultabili per volta. Sempre a pagamento, si possono ordinare copie cartacee o digitali di singoli articoli o capitoli. Per la consultazione di libri scolastici o di narrativa è necessario produrre la motivazione, professionale, tecnica, di servizio o di altro tipo, della richiesta.

## Storia
Fino al 1912, a causa della suddivisione del territorio, non esisteva una biblioteca nazionale centrale, bensì una serie di biblioteche principali in ogni stato, come la Bayerische Staatsbibliothek in Baviera.
Una prima proposta di istituire una biblioteca nazionale tedesca venne portata avanti nel 1843 dall'Accademia reale prussiana delle scienze. Il primo tentativo concreto fu la raccolta di diverse migliaia di volumi offerti da vari editori e librai per la costituzione di una biblioteca del Parlamento di Francoforte tra il 1848 ed il 1849, che fu denominata Reichsbibliothek. Dopo l'abbandono della biblioteca, a seguito del fallimento dei moti rivoluzionari tedeschi del 1848, la raccolta venne conservata presso il Germanisches Nationalmuseum di Norimberga e più tardi trasferita presso la biblioteca di Lipsia,
A Lipsia, sede di una fiera annuale del libro, il 3 ottobre 1912 venne infatti edificata la Deutsche Bücherei quale biblioteca di conservazione dei documenti pubblicati in lingua tedesca a partire dal 1913, che dovevano essere raccolti nella bibliografia nazionale e successivamente anche nel bollettino periodico delle acquisizioni recenti. 

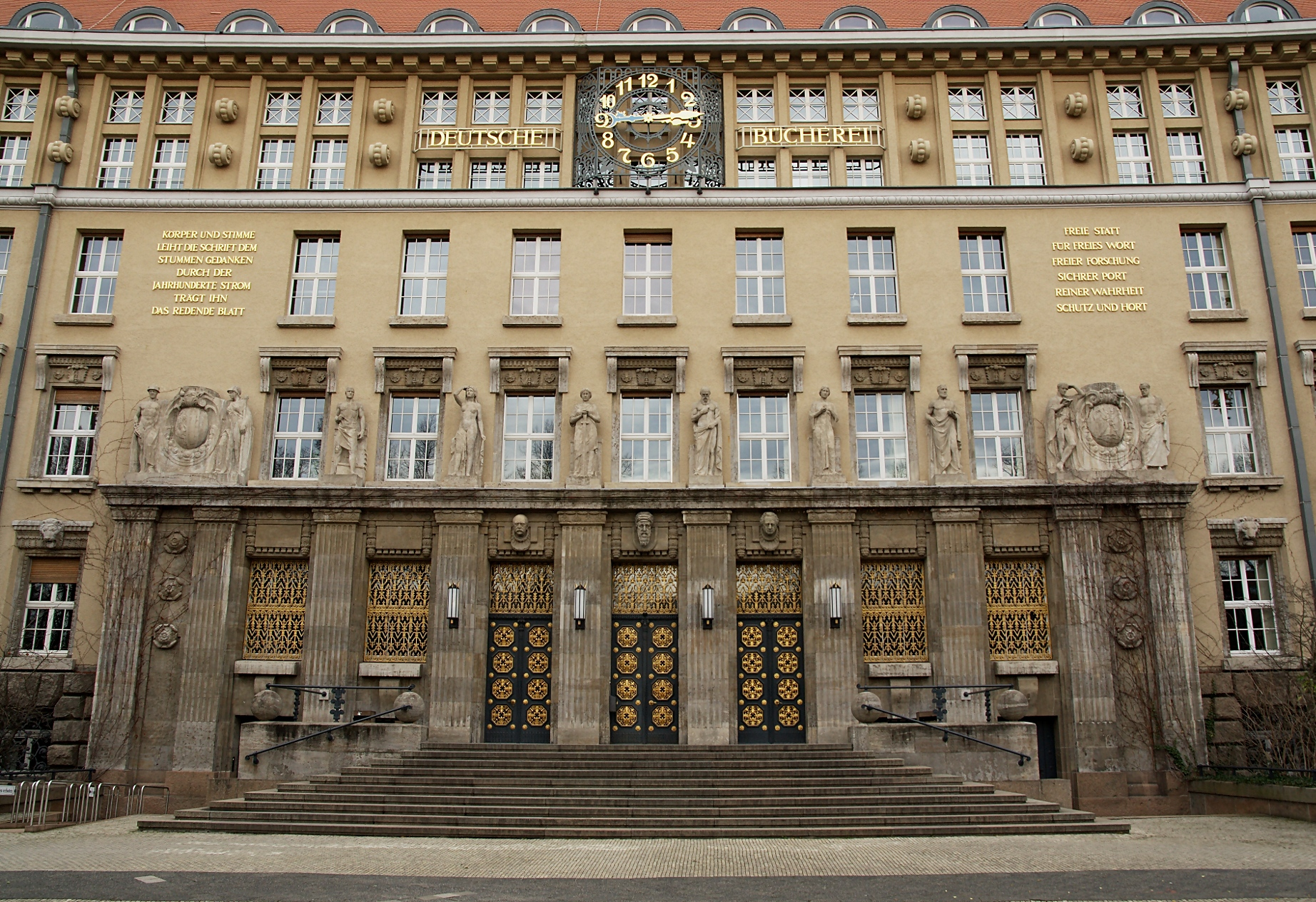
Ingresso dell'edificio principale a Lipsia

Con l'ascesa al potere del nazionalsocialismo, dal 1933 la Deutsche Bücherei venne assegnata alle dipendenze del Reichsministerium für Volksaufklärung und Propaganda. Vennero emanati provvedimenti sulla normalizzazione culturale e spirituale, la cui applicazione era tenuta sotto controllo. Nella bibliografia nazionale non poterono più essere inclusi gli scritti di persone malviste dal potere o dagli esiliati. Dal 1939 al 1944 comparve il bollettino degli stampati tenuti sotto chiave presso la Deutsche Bücherei.
Già nel 1935 venne istituito il deposito legale per le pubblicazioni in lingua tedesca, e durante la seconda guerra mondiale la Deutsche Bücherei possedeva oltre un milione di volumi, solo in minima parte danneggiati dagli incendi scoppiati durante il conflitto.
La Deutsche Bücherei venne riaperta nel mese di novembre del 1945, ma cessò di essere la biblioteca nazionale a causa della suddivisione della Germania in quattro zone d'occupazione. Da ciò ebbe inizio la scissione dalla biblioteca di Francoforte, che nel frattempo venne costruita e cominciò a svilupparsi, assumendo la denominazione di "Biblioteca tedesca" (Deutsche Bibliothek) e producendo dal 1946 una propria bibliografia nazionale.

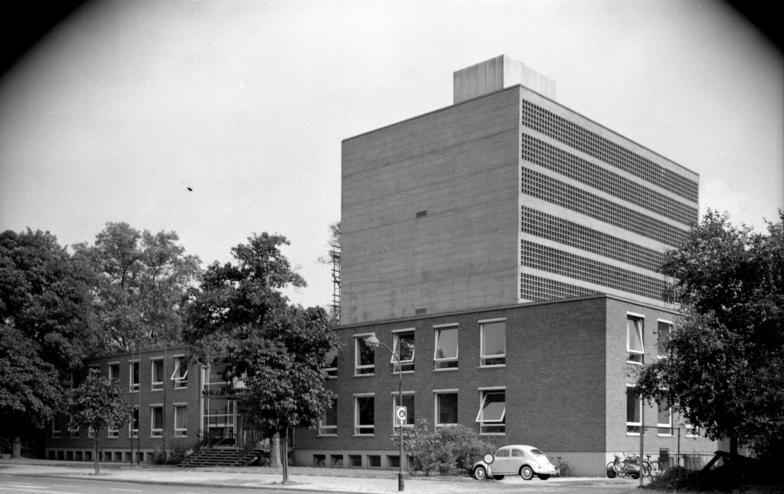
Deutsche Bibliothek, Francoforte, nel 1959

La compresenza di due biblioteche nazionali divenne necessaria nel Paese diviso, in quanto l'una divenne riferimento per la Germania Est e l'altra per la Germania Ovest. Le bibliografie nazionali prodotte da entrambe le biblioteche avevano un contenuto molto simile. Il deposito legale venne imposto alla Deutsche Bücherei nel 1955, mentre la normativa lo introdusse nel 1969 per la Deutsche Bibliothek.
Con la riunificazione tedesca del 3 ottobre 1990, la Deutsche Bücherei e la Deutsche Bibliothek vennero accorpate nella Biblioteca tedesca con sede a Lipsia ed a Francoforte. Il 3 gennaio 1991 venne pubblicato il primo fascicolo della bibliografia nazionale prodotto da entrambe biblioteche in base ad accordi comuni per la suddivisione dei compiti.
Nel maggio 1997 la sede di Francoforte venne trasferita in un nuovo edificio in Adickesallee. Il 29 giugno 2006 venne ufficializzato il regolamento in base al quale la Biblioteca tedesca venne assoggettata alla normativa vigente per gli enti pubblici e denominata Biblioteca nazionale tedesca (Deutsche Nationalbibliothek). La nuova denominazione non mancò di suscitare polemiche. Nel 2010 l'Archivio musicale tedesco (Deutsches Musikarchiv) venne trasferito da Berlino a Lipsia in un edificio adiacente alla biblioteca, appositamente costruito allo scopo.
Il 2 ottobre 2012 si tenne a Lipsia una cerimonia per festeggiare i cento anni della fondazione della biblioteca. In tale occasione venne pubblicata la Jubiläumsmagazin, rivista del centenario in quattro fascicoli.
La Weltkriegssammlung, una raccolta di documenti sulla prima guerra mondiale iniziata nel 1914 dalla Deutsche Bücherei, venne ripresentata nel 2014 parzialmente digitalizzata attraverso una mostra virtuale.

## Acquisizioni e raccolte
Il posseduto della Deutsche Nationalbibliothek all'inizio del 2014 comprendeva oltre 28 milioni di esemplari.

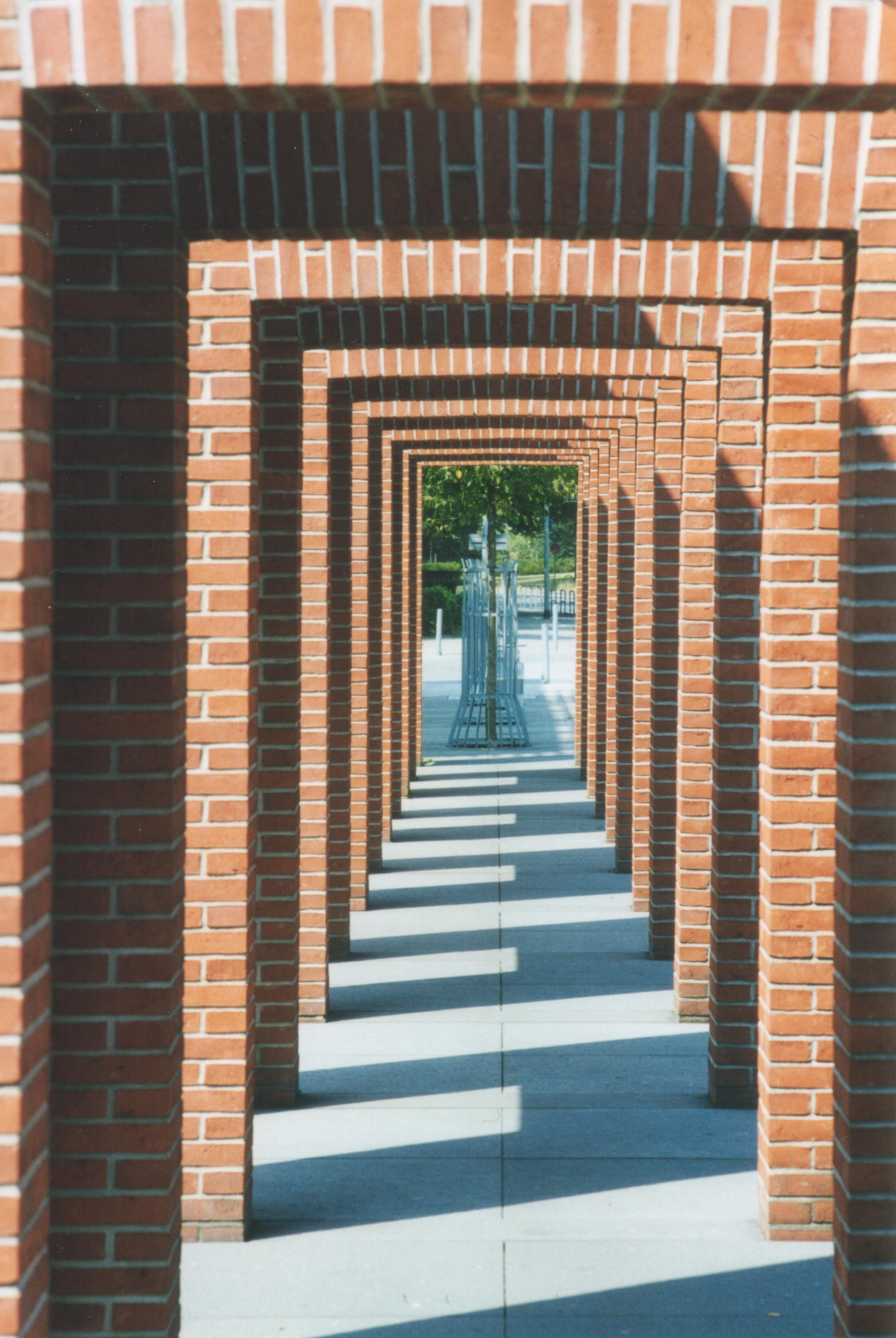
Per Kirkeby (1996): Scultura in mattoni rossi davanti alla Deutsche Nationalbibliothek di Francoforte

Ogni nuova pubblicazione edita in Germania deve essere inviata in doppia copia alla biblioteca nazionale tedesca sulla base del deposito legale, una a Lipsia ed una a Francoforte, secondo una serie di regolamenti riferiti al tipo di materiale, in modo da incrementare le collezioni con coerenza. La biblioteca raccoglie anche, in genere in un unico esemplare conservato a Lipsia, il materiale in lingua tedesca pubblicato all'estero, le traduzioni in tedesco e documenti stranieri sulla Germania.
Dal 2006 l'obbligo di consegna alla biblioteca delle nuove pubblicazioni vale anche per i documenti pubblicati su Internet, che tuttavia vengono archiviati soltanto quando rispondono alle caratteristiche delle collezioni.
Sia la sede di Lipsia sia quella di Francoforte conservano materiale relativo all'archivio degli emigrati ed esiliati tedeschi nel periodo 1933-1945: la raccolta di letteratura dell'esilio a Lipsia e il Deutsches Exilarchiv 1933–1945 a Francoforte. Entrambe le collezioni contengono documenti cartacei scritti o pubblicati all'estero da emigrati di lingua tedesca. In particolare due periodici, l'uno ebraico (Jüdische Periodika in NS-Deutschland) e l'altro dedicato agli scritti dall'esilio (Exilpresse digital), sono stati digitalizzati tra il 1997 ed il 2006 e sono così entrati a far parte del patrimonio elettronico della biblioteca nazionale. L'accesso, prima libero, è stato successivamente protetto dal diritto d'autore e dal 2012 è possibile soltanto all'interno delle sale di consultazione di entrambe le sedi. La decisione è stata aspramente criticata ed ha suscitato numerose polemiche.

## Mostre virtuali
Dal 2013 la Deutsche Nationalbibliothek allestisce diverse mostre virtuali su diversi aspetti delle proprie collezioni, come ad esempio: 
- Künste im Exil ("Arti in esilio"):[12] portale pubblicato il 18 settembre 2013 e dedicato agli artisti costretti all'esilio per motivi politici. La mostra è a cura dell'archivio degli emigrati ed esiliati tedeschi nel periodo 1933-1945 (Deutsches Exilarchiv 1933–1945) della biblioteca.
- Zeichen – Bücher – Netze: Von der Keilschrift zum Binärcode ("Segni - libri - reti: dalla scrittura cuneiforme al codice binario:[13] pubblicato il 18 maggio 2014, il sito illustra i volumi posseduti ed il museo degli scritti della biblioteca, narrando la storia della comunicazione e della cultura attraverso i testi, dai manoscritti e dagli incunaboli agli ebook.
- 100 Jahre Erster Weltkrieg (100 anni della prima guerra mondiale):[8] in rete da giugno 2014 la biblioteca ha pubblicato in rete le collezioni private del primo conflitto mondiale.

## Film
- (DE) Testo e regia di René Römer, Der Bücherturm – 100 Jahre Deutsche Nationalbibliothek, Zweites Deutsches Fernsehen, 2 ottobre 2012. URL consultato il 6 agosto 2015.